# Еберхард фон Лимбург-Щирум
Еберхард фон Лимбург-Щирум (на немски: Eberhard von Limburg-Styrum; * ок. 1380; † между 16 ноември 1419 и 13 декември 1424/ пр. 1426) е граф на Лимбург и чрез наследство господар на Щирум (1398 – 1424/1426).

## Произход
Той е син на граф Дитрих III фон Лимбург-Щирум († 1398) и съпругата му Йохана фон Райфершайд († сл. 1384/1387), дъщеря на Хайнрих фон Райфершайд-Бедбург († 1341) и Йохана фон Кесених († 1361).

## Фамилия
Еберхард се жени 1418 г. за Понцета фон Нойенар-Дик-Зафенберг (* 1406; † сл. 1450), дъщеря на Йохан III фон Зафенберг-Нойенар († сл. 1397) и Катарина фон Нойенар († сл. 1393). Те имат три деца:
- Вилхелм I (* ок. 1420; † 28 февруари 1459), граф на Лимбург, женен между 4 март и 21 март 1448 г. за графиня Агнес фон Лимбург (* пр. 1444; † 1478/1484/1493), дъщеря на Дитрих V (III) фон Лимбург-Бройч-Фитингхоф († 1443/1144) и Хенрика фон Виш († 1459)
- Еберхард († сл. 1450), каноник в Кьолн
- Херман († 1489)